# Mansi Ahlawat
Mansi Ahlawat (ur. 25 maja 2001) – indyjska zapaśniczka walcząca w stylu wolnym. 
Brązowa medalistka mistrzostw świata w 2024. Piąta na igrzyskach azjatyckich w 2022. Ósma na igrzyskach olimpijskich młodzieży w 2018. 
Trzecia na MŚ U-23 w 2022 i na MŚ juniorów w 2018. Mistrzyni Azji U-23 w 2022 roku.